# Dan Seagrave
Daniel "Dan" Seagrave (ur. 17 lipca 1970 w Worksop, Nottinghamshire, Anglia) – angielski artysta, malarz i ilustrator, specjalizujący się w tworzeniu okładek do albumów death metalowych. Jest uważany za jednego z najważniejszych grafików death metalowych w historii.

## Życiorys
Daniel Seagrave urodził się 17 lipca 1970 roku w Worksop w angielskim hrabstwie Nottinghamshire i wychował się w rejonie Nottingham. Zaczął malować i rysować w wieku 4-5 lat, czerpiąc inspiracje z otaczającego go środowiska. Za najbardziej inspirujących go artystów uważa takich twórców jak Maurits Cornelis Escher, John Martin i William Turner. Jest artystą samoukiem.
Jego pierwszą stworzoną okładką była grafika zdobiąca split zespołów Lawnmower Deth i Metal Duck pt. Mower Liberation Front / Quack 'Em All wydany w 1989 roku przez brytyjską wytwórnię R.K.T. Records. W rezultacie udało mu się stworzyć grafiki dla paru lokalnych thrash metalowych zespołów jak np. Warfare. Jego pierwszą okładką stworzoną dla death metalowego zespołu było Altars of Madness zespołu Morbid Angel, uważana za jedną z najbardziej charakterystycznych grafik dla tego gatunku. Po sukcesie debiutu Morbid Angel, Seagrave rozpoczął profesjonalną pracę jako grafik dla zespołów z gatunku death metal, głównie tworząc okładki dla Earache Records, Nuclear Blast Records i Roadrunner Records. Szczyt jego twórczość przypadł na pierwszą połowę lat 90., gdy stworzył takie prace jak Left Hand Path szwedzkiego zespołu Entombed, Like an Everflowing Stream Dismember czy Effigy of the Forgotten amerykańskiej grupy Suffocation.
Styl Seagrave'a charakteryzuje się bardzo dużą ilością detali i złożonych szczegółów. Na początku tworzył prace tylko i wyłącznie za pomocą gwaszu, jednak w ostatnich czasach używa farby akrylowej. Prócz tworzenia okładek albumów zajmuje się także malarstwem ściennym. Za swoją najlepszą pracę uważa okładkę albumu Testimony of the Ancients holenderskiego zespołu Pestilence, zaś za najgorszą Retribution Malevolent Creation. Jak sam przyznaje poza tworzeniem grafik nie ma bliższych relacji z artystami, dla których tworzy okładki.
W późniejszych latach wraz ze spadkiem popularności death metalu, jego udział w tworzeniu okładek zmniejszył się, a Seagrave skupił się na tworzeniu grafik swojego cyklu Temple. Jednak na początku XXI wieku jego prace znowu zaczęły częściej zdobić prace takich zespołów jak Suffocation, Morbid Angel czy Dismember. Prócz starych zespołów, z którymi współpracował w przeszłości stworzył także okładki dla młodszych zespołów, takich jak Becoming the Archetype czy Warbringer. Do dziś pozostaje aktywny jako artysta tworzący okładki albumów z szeroko rozumianego death metalu. Obecnie mieszka w Toronto w Kanadzie.